# Худяков, Геннадий Александрович
Геннадий Александрович Худяков (20 февраля 1933, Пыщугский район, Костромская область — 1 ноября 2019, Зебляки, Костромская область) — Герой Социалистического Труда.

## Биография
Родился в 1933 году в деревне Лощилово. Член КПСС.
В 1956—2001 гг. — чокеровщик на трелёвке леса, тракторист, с 1963 года — бригадир лесозаготовительной бригады Зебляковского леспромхоза Министерства лесной и деревообрабатывающей промышленности СССР Шарьинского района Костромской области.
Указом Президиума Верховного Совета СССР от 7 мая 1971 года присвоено звание Героя Социалистического Труда с вручением ордена Ленина и золотой медали «Серп и Молот».
За существенный рост производительности труда на основе совершенствования технологии производства и организации труда, модернизации оборудования и более эффективного использования техники в составе коллектива был удостоен Государственной премии СССР за выдающиеся достижения в труде 1977 года.
Избирался депутатом Верховного Совета РСФСР 8-го и 9-го созывов.
Награждён двумя орденами Ленина (17.09.1966; 07.05.1971), орденами Октябрьской Революции (22.05.1986), Трудового Красного Знамени (15.02.1974), медалями.
Почётный гражданин Костромской области.